# Port au Choix
Port au Choix är en ort i Kanada.   Den ligger i provinsen Newfoundland och Labrador, i den östra delen av landet, 1 500 km öster om huvudstaden Ottawa. Port au Choix ligger 1 meter över havet och antalet invånare är 893.
Terrängen runt Port au Choix är platt. Havet är nära Port au Choix åt nordväst. Trakten är glest befolkad. Port au Choix är det största samhället i trakten. 